# Lista filmelor fantastice cu cele mai mari încasări
Aceasta este lista filmelor fantastice cu cele mai mari încasări:

## Filmele fantastice cu cele mai mari încasări
Următoarea este o listă cu cele mai bune filme fantastice din toate timpurile. Primele 11 sunt printre filmele cu cele mai mari încasări din toate timpurile. Filmele cu supereroi și filmele științifico-fantastice au adesea unele elemente de fantezie, dar nu sunt incluse aici, având propriile liste separate.
| Loc | Film                                                           | Încasări mondiale | An   | Ref         |
| --- | -------------------------------------------------------------- | ----------------- | ---- | ----------- |
| 1   | Regatul de Gheață 2                                            | 1.450.026.933$    | 2019 | [ 2 ]       |
| 2   | Barbie                                                         | 1.445.638.421$    | 2023 | [ 3 ]       |
| 3   | Super Mario Bros: Filmul                                       | 1.362,680.539$    | 2023 | [ 4 ] [ 5 ] |
| 4   | Harry Potter și Talismanele Morții. Partea 2                   | 1.342.321.665$    | 2011 | [ 2 ]       |
| 5   | Regatul de gheață                                              | $1.290.000.000    | 2013 |             |
| 6   | Beauty and the Beast                                           | $1,263,521,126    | 2017 | [ 2 ]       |
| 7   | The Lord of the Rings: The Return of the King                  | $1,150,779,825    | 2003 | [ 2 ]       |
| 8   | Pirates of the Caribbean: Dead Man's Chest                     | $1,066,179,725    | 2006 | [ 2 ]       |
| 9   | Aladdin                                                        | $1,050,693,953    | 2019 | [ 2 ]       |
| 10  | Pirates of the Caribbean: On Stranger Tides                    | $1,045,713,802    | 2011 | [ 2 ]       |
| 11  | Alice in Wonderland                                            | $1,025,467,110    | 2010 | [ 2 ]       |
| 12  | The Hobbit: An Unexpected Journey                              | $1,017,003,568    | 2012 | [ 2 ]       |
| 13  | Harry Potter and the Philosopher's Stone                       | $1,006,968,171    | 2001 | [ 2 ]       |
| 14  | Harry Potter and the Deathly Hallows – Part 1                  | $976,941,486      | 2010 | [ 2 ]       |
| 15  | The Jungle Book                                                | $967,724,775      | 2016 | [ 2 ]       |
| 16  | Jumanji: Welcome to the Jungle                                 | $962,542,945      | 2017 | [ 2 ]       |
| 17  | Pirates of the Caribbean: At World's End                       | $960,996,492      | 2007 | [ 2 ]       |
| 18  | The Hobbit: The Desolation of Smaug                            | $958,366,855      | 2013 | [ 2 ]       |
| 19  | The Hobbit: The Battle of the Five Armies                      | $956,019,788      | 2014 | [ 2 ]       |
| 20  | The Lord of the Rings: The Two Towers                          | $947,495,095      | 2002 | [ 2 ]       |
| 21  | Harry Potter and the Order of the Phoenix                      | $942,172,396      | 2007 | [ 2 ]       |
| 22  | Harry Potter and the Half-Blood Prince                         | $934,454,096      | 2009 | [ 2 ]       |
| 23  | Shrek 2                                                        | $919,838,758      | 2004 | [ 2 ]       |
| 24  | The Lord of the Rings: The Fellowship of the Ring              | $897,690,072      | 2001 | [ 2 ]       |
| 25  | Harry Potter and the Goblet of Fire                            | $896,678,241      | 2005 | [ 2 ]       |
| 26  | Harry Potter and the Chamber of Secrets                        | $879,602,366      | 2002 | [ 2 ]       |
| 27  | The Twilight Saga: Breaking Dawn – Part 2                      | $829,747,654      | 2012 | [ 2 ]       |
| 28  | Fantastic Beasts and Where to Find Them                        | $814,044,001      | 2016 | [ 2 ]       |
| 29  | Shrek the Third                                                | $813,367,380      | 2007 | [ 6 ]       |
| 30  | Coco                                                           | $807,817,888      | 2017 | [ 2 ]       |
| 31  | Jumanji: The Next Level                                        | $800,059,707      | 2019 | [ 2 ]       |
| 32  | Harry Potter and the Prisoner of Azkaban                       | $797,361,618      | 2004 | [ 2 ]       |
| 33  | Pirates of the Caribbean: Dead Men Tell No Tales               | $794,881,442      | 2017 | [ 2 ]       |
| 34  | Maleficent                                                     | $758,411,779      | 2014 | [ 2 ]       |
| 35  | Shrek Forever After                                            | $752,600,867      | 2010 | [ 2 ]       |
| 36  | The Chronicles of Narnia: The Lion, the Witch and the Wardrobe | $745,013,115      | 2005 | [ 7 ]       |
| 37  | Ne Zha                                                         | $742,718,496      | 2019 | [ 8 ]       |
| 38  | Up                                                             | $735,099,102      | 2009 | [ 9 ]       |
| 39  | Wicked                                                         | $727,842,085      | 2024 | [ 10 ]      |
| 40  | The Twilight Saga: Breaking Dawn – Part 1                      | $712,171,856      | 2011 | [ 11 ]      |
| 41  | The Twilight Saga: New Moon                                    | $709,827,462      | 2009 | [ 12 ]      |
| 42  | The Twilight Saga: Eclipse                                     | $698,491,347      | 2010 | [ 13 ]      |
| 43  | Fantastic Beasts: The Crimes of Grindelwald                    | $654,855,901      | 2018 | [ 14 ]      |
| 44  | Pirates of the Caribbean: The Curse of the Black Pearl         | $654,264,015      | 2003 | [ 15 ]      |
| 45  | Wonka                                                          | $631,042,612      | 2023 | [ 16 ]      |
| 46  | How to Train Your Dragon 2                                     | $621,537,519      | 2014 | [ 17 ]      |
| 47  | Night at the Museum                                            | $574,481,229      | 2006 | [ 18 ]      |
| 48  | The Smurfs                                                     | $563,749,323      | 2011 | [ 19 ]      |
| 49  | Puss in Boots                                                  | $554,987,477      | 2011 | [ 20 ]      |
| 50  | Cinderella                                                     | $542,358,331      | 2015 | [ 21 ]      |

## Vezi și
- Lista filmelor cu cele mai mari încasări
- Lista filmelor de groază cu cele mai mari încasări
- Lista filmelor științifico-fantastice cu cele mai mari încasări
- Lista filmelor cu supereroi cu cele mai mari încasări